# علم قواعد الخط
علم رسم الخط أو علم قواعد الخط هو الطريقة المعينة في كتابة حروف اللغة. يطلق رسم الخط في الفارسية والأردية على نظام الكتابة.

## وصلات خارجية
(بالفارسية)
- رسم الخط - لغت نامه دهخدا